# Иванов, Игорь Сергеевич (Герой Советского Союза)
Игорь Сергеевич Иванов (8 июня 1920 — 13 июля 1998) — капитан 1-го ранга Военно-морского флота СССР, участник Великой Отечественной войны, Герой Советского Союза (1943).

## Биография
Игорь Иванов родился 8 июня 1920 года в Верхнеудинске (ныне — Улан-Удэ). Окончил семь классов школы и два курса механического техникума железнодорожного транспорта в родном городе.
В 1940 году Иванов был призван на службу в Военно-морской флот СССР, прошёл обучение на торпедиста.
В декабре 1942 года в составе сводной бригады морской пехоты Тихоокеанского флота он был направлен на фронт Великой Отечественной войны. Участвовал в Сталинградской битве.
К октябрю 1943 года гвардии старшина Игорь Иванов командовал отделением разведки 1-й батареи 279-го гвардейского лёгкого артиллерийского полка 23-й гвардейской лёгкой артиллерийской бригады 5-й артиллерийской дивизии 4-го артиллерийского корпуса прорыва 61-й армии Белорусского фронта. Отличился во время битвы за Днепр.
7 октября 1943 года отделение Иванова переправилось через Днепр в районе посёлка Любеч Репкинского района Черниговской области Украинской ССР. В последующие восемь дней Иванов лично обнаружил 15 важных объектов в немецкой обороне и корректировал огонь советской артиллерии по ним. Лично участвовал в боях, в частности, отличился в рукопашной схватке у деревни Красный Рог.
Указом Президиума Верховного Совета СССР от 24 декабря 1943 года за «образцовое выполнение боевых заданий командования на фронте борьбы с немецкими захватчиками и проявленные при этом отвагу и геройство» гвардии старшина Игорь Иванов был удостоен высокого звания Героя Советского Союза с вручением ордена Ленина и медали «Золотая Звезда».
В 1948 году Иванов окончил Ленинградское высшее военно-морское училище имени Фрунзе, в 1952 году — класс командиров кораблей Высших специальных офицерских классов ВМФ. В 1970 году в звании капитана 1-го ранга Иванов был уволен в запас. Проживал в Санкт-Петербурге.
Скончался 13 июля 1998 года, похоронен на Северном кладбище Санкт-Петербурга.
В честь Иванова названы школы в Бурятии и Запорожье.

Могила Иванова на Северном кладбище Санкт-Петербурга.

## Награды
- Герой Советского Союза (24.12.1943, медаль «Золотая Звезда» № 2997)[2];
- орден Ленина (24.12.1943)[2];
- орден Отечественной войны I степени (06.04.1985)[3];
- два ордена Красной Звезды (25.01.1944[4], 05.11.1954[5]);
- медаль «За отвагу» (07.02.1943)[2];
- медаль «За боевые заслуги» (15.11.1950)[2];
- медаль «За оборону Сталинграда»[6];
- ряд других медалей[1].